# イルヤス・マラエフ
イルヤス・マラエフ (ロシア語: Ильяс Малаев、ウズベク語: Ilyos Mallayev / Илёс Маллаев、英語: Ilyas Malayev、1936年1月12日-2008年5月2日) はウズベキスタンの音楽家、詩人である。
マラエフは1936年にトルクメン・ソビエト社会主義共和国 (トルクメンSSR) のマルでエフライムとエリザヴェータの間に生まれた。両親はブハラ・ユダヤ人であり、彼はウズベクSSRのブハラ付近にあるカッタクルガンで育った。彼はヴァイオリンとともにタールやタンブール (両方共リュートに似た楽器) の演奏方法を学び、シャシュマカームに傾倒した。1951年、彼はタシュケントに移り住み、国の支援を受けた様々な楽団と共に演奏し、芸能人、喜劇作家、作曲家、詩人、シャシュマカーム演奏者として人気を博した。彼の公演には10,000人以上のファンが詰めかけた。その後彼はウズベクSSR名誉芸術家として表彰された。
ソビエト連邦崩壊後の1994年、マラエフは何千人ものブハラ・ユダヤ人とともにアメリカ合衆国へと移り住み、ニューヨーク市のクイーンズ区に住居を構えた。マラエフは祖国で出版した詩の実績を持たずに移り住んだためウズベキスタンにおける名声や人気からはかなりのステップダウンとなったが、彼の受けた制限は反ユダヤ主義もしくはソビエト連邦の文化官僚によるものであった。彼は2001年11月15日にアメリカ合衆国市民と認められた。
マラエフは2008年5月2日に72歳で亡くなった。死因は膵癌だった。
2011年5月29日、ブハラ・ユダヤ人やウズベキスタンの演奏家の尽力などもあり、ニューヨークのクイーンズ区においてイルヤス生誕75年の記念コンサートが行われた。